# Arnold Robin
Arnold Robin (Le Mans, 7 ottobre 1984) è un pilota automobilistico francese, fratello maggiore di Maxime Robin.

## Carriera
Attraverso il motorsport storico, Arnold Robin è diventato professionista a metà degli anni 2010. Dopo le apparizioni nella Michelin Le Mans Cup, un impegno con la Graff Racing lo ha portato alla European Le Mans Series. Insieme a Vincent Capillaire e suo fratello Maxime, ha guidato dapprima una Ligier JS P320 nella classe LMP3 e dal 2021 una LMP2 Oreca 07.
Il miglior risultato finora è stato il settimo posto nella classe LMP3 nella European Le Mans Series 2020. Il suo debutto alla 24 Ore di Le Mans si è concluso nel 2021 con il 19º posto assoluto.

## Risultati

### Riassunto della carriera
| Stagione | Campionato                                 | Team                       | Gare | Vittorie | Pole | Gpv | Podi | Punti | Pos  |
| -------- | ------------------------------------------ | -------------------------- | ---- | -------- | ---- | --- | ---- | ----- | ---- |
| 2014     | Le Mans Classic - Plateau 5                | ?                          | 3    | 0        | 0    | 0   | 0    | 0     | 29º  |
| 2016     | V de V Challenge Endurance Moderne - Proto | CD Sport                   | 1    | 0        | 0    | 0   | 0    | 0     | NC   |
| 2018     | Sixties Endurance                          | ?                          | 1    | 0        | 0    | 0   | 0    | 20    | 144º |
| 2018     | Michelin Le Mans Cup - LMP3                | TFT - SO24                 | 2    | 0        | 0    | 0   | 0    | 1     | 42º  |
| 2018     | V de V Endurance Series - LMP3             | TFT                        | 6    | 2        | 0    | 0   | 4    | 145   | 6º   |
| 2019     | The Hankook 25 Hours VW Fun Cup            | Zosh Groupe Dirob          | 1    | 0        | 0    | 0   | 0    | 0     | 96º  |
| 2019     | Ultimate Cup Series - Challenge Proto-LMP3 | TFT                        | 4    | 1        | 0    | 0   | 2    | 61    | 11º  |
| 2020     | European Le Mans Series - LMP3             | Graff                      | 5    | 0        | 0    | 0   | 0    | 42    | 7º   |
| 2021     | WEC - LMP2                                 | SO24-DIROB by Graff        | 1    | 0        | 0    | 0   | 0    | 0     | NC†  |
| 2021     | WEC - LMP2 Pro/Am                          | SO24-DIROB by Graff        | 1    | 0        | 0    | 0   | 0    | 0     | NC†  |
| 2021     | 24 Ore di Le Mans - LMP2 - LMP2 Pro/Am     | SO24-DIROB by Graff        | 1    | 0        | 0    | 0   | 0    | N/A   | 19º  |
| 2021     | European Le Mans Series - LMP2             | Graff Racing               | 5    | 0        | 0    | 0   | 0    | 2.5   | 29º  |
| 2022     | 24H GT Series - GT3 classes                | Belgian Audi Club Team WRT | 1    | 0        | 0    | 0   | 1    | 0*    | NC*  |

* Stagione in corso.
† Pilota ospite, non idoneo ai punti.

### European Le Mans Series
| Anno    | Squadra      | Classe | Vettura        | LEC | SPA | LEC | MNZ | ALG |     | Punti | Pos. |
| ------- | ------------ | ------ | -------------- | --- | --- | --- | --- | --- | --- | ----- | ---- |
| 2020    | Graff        | LMP3   | Ligier JS P320 | 5   | 4   | 8   | 5   | 7   |     | 42    | 7º   |
| Anno    | Squadra      | Classe | Vettura        | CAT | RBR | LEC | MNZ | SPA | ALG | Punti | Pos. |
| 2021    | Graff Racing | LMP2   | Oreca 07       | 14  | 13  | 14  | 16  |     | 12  | 2.5   | 29º  |
| Legenda |              |        |                |     |     |     |     |     |     |       |      |

### 24 Ore di Le Mans
| Anno | Team                | Co-piloti                        | Auto                     | Classe      | Giri | Pos. Assol. | Pos. di Classe |
| ---- | ------------------- | -------------------------------- | ------------------------ | ----------- | ---- | ----------- | -------------- |
| 2021 | SO24-Dirob By Graff | Vincent Capillaire Maxime Robin  | Oreca 07-Gibson          | LMP2 Pro-Am | 352  | 19º         | 5º             |
| 2023 | TF Sport            | Valentin Hasse-Clot Maxime Robin | Aston Martin Vantage AMR | LMGTE Am    | 58   | Rit         | Rit            |
| 2025 | Akkodis ASP Team    | Finn Gehrsitz Jack Hawksworth    | Lexus RC F GT3           | LMGTE Am    | 268  | Rit         | Rit            |

### WEC
| Anno    | Squadra          | Classe | Vettura        | QAT | IMO | SPA | LMS | SÃO | COA | FUJ | BHR | Punti | Pos. |
| ------- | ---------------- | ------ | -------------- | --- | --- | --- | --- | --- | --- | --- | --- | ----- | ---- |
| 2024    | Akkodis ASP Team | LMGT3  | Lexus RC F GT3 | Rit | 14  | 10  | 6   | NC  | 9   |     |     | 19*   |      |
| Legenda |                  |        |                |     |     |     |     |     |     |     |     |       |      |

* Stagione in corso.